# Lordomyrma rugosa
Lordomyrma rugosa é uma espécie de formiga do gênero Lordomyrma, pertencente à subfamília Myrmicinae.